# Kazuya Andō
Kazuya Andō (japanisch 安藤 一哉 Andō Kazuya; * 15. Juli 1997 in der Präfektur Chiba) ist ein japanischer Fußballspieler.

## Karriere
Kazuya Andō erlernte das Fußballspielen in der Jugendmannschaft von JEF United Ichihara Chiba sowie in der Universitätsmannschaft der Landwirtschaftsuniversität Tokio. Seinen ersten Vertrag unterschrieb er im Februar 2020 bei Gainare Tottori. Der Verein, der in der Präfektur Tottori beheimatet ist, spielte in der dritten japanischen Liga, der J3 League. Sein Drittligadebüt gab Kazuya Andō am 27. Juni 2020 im Auswärtsspiel gegen die U23-Mannschaft von Cerezo Osaka. Hier wurde er in der 64. Minute für Hikaru Arai eingewechselt. Für Gainare bestritt er insgesamt 50 Drittligaspiele. Zu Beginn der Saison 2023 wechselte er zum ebenfalls in der dritten Liga spielenden FC Imabari. Nach einer Spielzeit, in der er 22 Ligaspiele bestritt, wechselte er im Januar 2024 nach Nagano zu dem ebenfalls in der dritten Liga spielenden AC Nagano Parceiro.